# Nový Zéland na Letních olympijských hrách 1976
Nový Zéland se účastnil Letní olympiády 1976 v kanadském Montréalu. Zastupovalo ho 80 sportovců (71 mužů a 9 žen) ve 13 sportech.

## Medailisté
| Medaile | Jméno | Sport         | Soutěž             |
| ------- | --- | ------------- | ------------------ |
| Zlato   | John Walker | Atletika      | Muži běh na 1500 m |
| Zlato   | Družstvo mužů                                                                                                  | Pozemní hokej | turnaj mužů        |
| Stříbro | Dick Quax | Atletika      | Muži běh na 5000 m |
| Bronz   | Trevor Coker Simon Dickie Peter Dignan Athol Earl Tony Hurt Alec McLean Dave Rodger Ivan Sutherland Lew Wilson | Veslování     | muži osmiveslice   |